# Nemosoma alasanicum
Nemosoma alasanicum is een keversoort uit de familie schorsknaagkevers (Trogossitidae). De wetenschappelijke naam van de soort werd in 1930 gepubliceerd door Fursov.